# ウォレス・ルーニー
ウォレス・ルーニー（Wallace Roney、1960年5月25日 - 2020年3月31日）は、アメリカ合衆国のジャズ（ハード・バップ、ポスト・バップ）・トランペッターである。
ウォレス・ルーニーは、クラーク・テリーとディジー・ガレスピーからの教示を得た後、マイルス・デイヴィスより1985年から1991年に亡くなるまでの間に多くを学んだ。ルーニーは、デイヴィスが音楽のインストラクターであり、助言者であり、友人であったばかりでなく、人生に向かって創造的な取り組みに挑戦していった人物と信じていると語っている。ルーニーは、デイヴィスが個人的に助言者となった唯一のトランペット奏者だった。

## 略歴

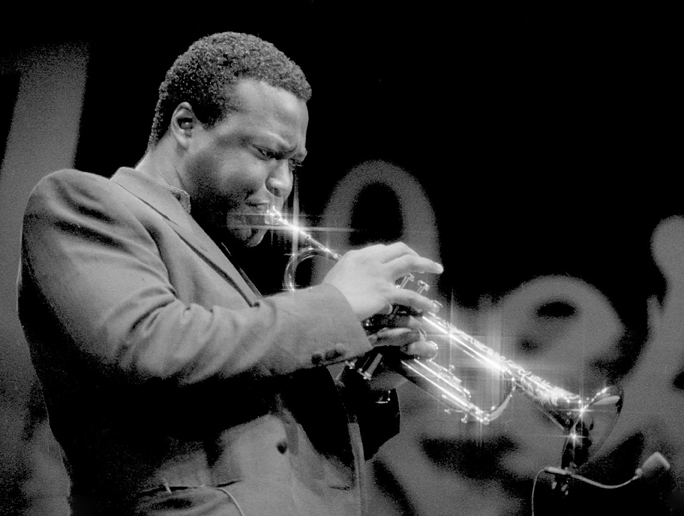
モントレー・ジャズ・フェスティバルでのウォレス・ルーニー（1992年9月）

ルーニーはフィラデルフィアで生まれた。マサチューセッツ州ボストンのハワード大学とバークリー音楽大学に通い、コロンビア特別区パブリックスクールズにあるデューク・エリントン芸術学校を卒業した後、ボルティモア交響楽団のラングストン・フィッツジェラルドとトランペットを学んだ。ルーニーは4歳のときに絶対音感を持っていることがわかり、フィラデルフィア・セトゥルメント音楽学校にて音楽とトランペットを学び始めた。
3年間、フィラデルフィア管弦楽団のトランペット奏者シグモンド・へリングに師事。ヘリングは、ルーニーがフィラデルフィアで勉強している間、フィラデルフィア・ブラス・アンサンブルとともに、セトゥルメント音楽学校のリサイタルへとルーニーを定期的に参加させた。
ルーニーはデューク・エリントン芸術学校に入学したとき、すでに15歳でネイションとハキ・マブティとのレコーディング・デビューを果たしており、そのときにビル・ハードマン、ヴァレリー・ポノマレフ、ウディ・ショウ（親しい人物だった）、ジョニー・コールズ、フレディ・ハバードと出会った。彼は高校の先生からの励ましのもと、16歳でビリー・ヒギンス、サム・ジョーンズ、フィリー・ジョー・ジョーンズをフィーチャーしたシダー・ウォルトン・カルテットで演奏した。
ルーニーは、ワシントンD.C.エリアで才能ある地元の演奏家としての地位を獲得していった。1979年と1980年に、ルーニーは『ダウン・ビート』誌の最優秀ヤング・ジャズ・ミュージシャン・オブ・ザ・イヤーを受賞し、1989年と1990年には、『ダウン・ビート』誌の批評家投票で注目に値するベスト・トランペッターとなった。
1983年、マンハッタンの「ボトムライン」にてマイルス・デイヴィスへのトリビュートに参加している間に、自分のアイドルであるデイヴィス本人に出会った。「彼（デイヴィス）は、私がどんなトランペットを持っているのかと私に尋ねたんです」と、ルーニーは『タイム』誌に語っている。「でも私は彼に何も言えなくて。そうしたら彼は私に彼のトランペットをひとつ譲ってくれたんです」。1984年と1985年、かつてジャズ・シーンの主要な部分を担っていたニューヨークのクラブがほとんど姿を消したため、ラテン・ダンスやレセプション・バンドでの演奏を余儀なくされた。しかし、1986年のまったく同月に、ドラマーのトニー・ウィリアムスとアート・ブレイキーから一緒にツアーを行ってほしいという2本の依頼電話を受けることとなり、その後、ルーニーはプロのサーキットで最も需要の高いトランペット奏者の1人となっていった。
1986年、ブレイキーのジャズ・メッセンジャーズで、テレンス・ブランチャードの後を引き継いだ。1980年代後半から1990年代初頭にかけては、ウィリアムスのクインテットに不可欠なメンバーとなった。1991年、ルーニーはモントルー・ジャズ・フェスティバルでデイヴィスと共演した。その年のデイヴィスの死後、ルーニーはデイヴィス・バンドの卒業生であるウェイン・ショーター、ハービー・ハンコック、ロン・カーター、トニー・ウィリアムスと一緒に追悼ツアーを行い、グラミー賞を受賞したアルバム『マイルス・デイヴィス・トリビュート』をレコーディングした。
ルーニーは自身の演奏技術をマイルス・デイヴィスから直接学んだ。批評家は、ルーニーを彼のアイドルであるデイヴィスに似すぎているように聞こえることが課題であるとした。ルーニーは、1987年にリーダーとしてのデビュー・アルバム『ヴァーセス』をミューズ・レコードにてレコーディングした。ミューズ、ワーナー・レコード、コンコード・レコード / ストレッチ・レコードといったレーベルからのアルバムも数多くリリースされ、2000年に40歳になるまでの間、ルーニーは250枚を超えるオーディオ・レコーディングを行っている。2000年代のアルバム・タイトルには、ハイノート・レコードからの『Mystikal』（2005年）と『Jazz』（2007年）がある。最近の2枚のアルバム『A Place in Time』と『Blue Dawn-Blue Nights』では、甥でドラマーのコジョ・ルーニーをフィーチャーしている。

## 私生活
ウォレス・ルーニーは、アメリカ合衆国連邦保安官で、米国行政府職員連合ローカル102のトップを務めたウォレス・ルーニーの息子であり、フィラデルフィアのミュージシャンであったルーズベルト・シャーマンの孫であり、テナーサックスとソプラノサックス奏者のアントワーヌ・ルーニーの兄だった。1995年、ルーニーはピアニストのジェリ・アレンと結婚し、2人の娘と1人の息子をもった。結婚はアレンが2017年に亡くなる前に破綻していた。この2人のアーティストは、1990年代と2000年代の多くにおいて、それぞれのアーティスト名でリリースされたレコードを共同制作している。
ルーニーは人生の早い段階から、ニュージャージー州モントクレアの居住者となった。

## その死
ウォレス・ルーニーは、2020年3月31日、ニュージャージー州パターソンにあるセント・ジョセフ大学医療センターにて59歳で亡くなった。死因はCOVID-19から生じた合併症であった。

## 映画クレジット
- 『ラブ・ジョーンズ』 - Love Jones (1996年) - ミュージック・アレンジ
- The Visit (2001年) - ジョーダン・ウォーカー＝パールマン監督作品 - ミュージック・アレンジ

## ディスコグラフィ

### リーダー・アルバム
- 『ヴァーセス』 - Verses (1987年、Muse)
- 『インテュイション』 - Intuition (1988年、Muse)
- 『ジャイアント・ステップス』 - The Standard Bearer (1989年、Muse)
- 『オブセッション』 - Obsession (1990年、Muse)
- 『セス・エアー』 - Seth Air (1991年、Muse)
- Munchin' (1993年、Muse)
- Crunchin' (1993年、Muse)
- 『マイルス・デイヴィス・トリビュート』 - A Tribute To Miles (1994年、Qwest) ※with ウェイン・ショーター、ハービー・ハンコック、ロン・カーター、トニー・ウィリアムス
- 『ミステリオス』 - Mistérios (1994年、Warner Bros.) ※アレンジ・指揮、ギル・ゴールドスタイン
- 『ウォレス・ルーニー・クインテット』 - The Wallace Roney Quintet (1995年、Warner Bros.)
- 『ヴィレッジ』 - Village (1996年、Warner Bros.) ※with アントワーヌ・ルーニー、チック・コリア、ジェリ・アレン、クラレンス・シー、レニー・ホワイト、マイケル・ブレッカー、ファラオ・サンダース、ロバート・アーヴィングIII、スティーヴ・ベリオス
- 『ノー・ルーム・フォー・アーギュメント』 - No Room for Argument (2001年、Concord Jazz) ※with ジェリ・アレン、アダム・ホルツマン、アントワーヌ・ルーニー、レニー・ホワイト、バスター・ウィリアムス、スティーヴ・ホール
- No Job Too Big or Small (2003年、Savoy) ※with エリック・アレン、ジェリ・アレン、シンディ・ブラックマン、ケニー・ワシントン、ドナルド・ブラウン、ロン・カーターほか
- Prototype (2004年、Highnote) ※with アントワーヌ・ルーニー、ドン・バイロン、クリフトン・アンダーソン、ジェリ・アレン、アダム・ホルツマン、マット・ギャリソン、エリック・アレン、DJ ロジック
- Mystikal (2005年、Highnote) ※with アントワーヌ・ルーニー、ジェリ・アレン、アダム・ホルツマン、マット・ギャリソン、エリック・アレン、ボビー・トーマス、ヴァル・ジーンティー
- Jazz (2007年、Highnote) ※with アントワーヌ・ルーニー、ジェリ・アレン、ロバート・アーヴィングIII、ラシャーン・カーター、エリック・アレン、ヴァル・ジーンティー
- If Only for One Night (2010年、Highnote)
- Home (2012年、Highnote)
- Understanding (2013年、Highnote)
- 『ホワッツ・ニュー』 - What's New (2016年、日本クラウン) ※1989年録音
- A Place In Time (2016年、Highnote)
- Blue Dawn – Blue Nights (2019年、Highnote)

### 参加アルバム
ジェリ・アレン
- 『マルーンズ』 - Maroons (1992年、Blue Note)
- 『アイズ…』 - Eyes in the Back of Your Head (1996年、Blue Note)
- 『ザ・ギャザリング』 - The Gathering (1998年、Verve)
- 『タイムレス・ポートレイツ・アンド・ドリームス』 - Timeless Portraits and Dreams (2006年、Telarc)

ケニー・バロン
- 『ホワット・イフ?』 - hat If? (1986年、Enja)

シンディ・ブラックマン
- 『アーケイン』 - Arcane (1987年、Muse)
- Code Red (1992年、Muse) ※1990年録音

アート・ブレイキー
- 『キラー・ジョー』 - Killer Joe (1981年、Union Jazz) ※with ジョージ川口
- Art Blakey And Jazz Messengers ("San Marco Cafe", Miami, FL, January 11, 1986) (1986年、Arco)
- Feeling Good (1986年、Delos)

チック・コリア
- 『バド・パウエルへの追想』 - Remembering Bud Powell（1997年、Stretch)

ジョーイ・ディフランセスコ
- Where Were You? (1990年、Columbia)

ビル・エヴァンス
- 『エスケイプ』 - Escape (1996年、Escapade Music)

リッキー・フォード
- Interpretations (1982年、Muse)

ディジー・ガレスピー
- 『トゥ・ディズ、ウィズ・ラヴ』 - To Diz with Love (1992年、Telarc)

ヴィンセント・ハーリング
- 『エヴィデンス』 - Evidence (1991年、Landmark)
- Dawnbird (1993年、Landmark)
- Simple Pleasure (2001年、HighNote)

ヘレン・メリル
- 『ブラウニー〜クリフォード・ブラウンに捧げる』 - Brownie-Homage To Clifford Brown (1994年、Verve)

パワーハウス
- In an Ambient Way (2015年、Chesky Records)

ヤルモ・サヴォライネン
- 『ファースト・サイト』 - First Sight (1992年、Timeless)

ジェームス・スポルディング
- Brilliant Corners (1988年、Muse)

スーパーブルー
- 『スーパーブルー2』 - Superblue 2 (1989年、Blue Note)

ジョー・ルイス・ウォーカー
- Pasa Tiempo (2002年、Evidence Music)

トニー・ウィリアムス
- 『シヴィリゼイション』 - Civilization (1986年、Blue Note)
- 『エンジェル・ストリート』 - Angel Street (1988年、Blue Note)
- 『ネイティヴ・ハート』 - Native Heart (1990年、Blue Note)
- 『ザ・ブルーノート・ライヴ』 - Tokyo Live (1993年、Blue Note)